# Пионефроз
Пионефроз (лат. pyonephrosis) — заболевание, являющееся терминальной стадией гнойно-деструктивного пиелонефрита.

## Пионефроз
Почка при данном заболевании представляет собой орган, пострадавший от гнойного расплавления, и состоящий из отдельных полостей, заполненных гноем, мочой и продуктами некроза тканей. Стенки почечных лоханок утолщены, инфильтрированы. Пионефроз практически всегда сопровождается пери- или паранефритом. В большинстве случаев причиной заболевания является вторичный хронический пиелонефрит, вызванный, к примеру, мочекаменной болезнью, аномалиями или другими обструктивными процессами в мочевыводящих путях. Болеют им преимущественно в возрасте 30—50 лет. У детей пионефроз встречается довольно редко, в основном при аномалиях органов мочевой системы и мочекаменной болезни, осложнённых гнойным пиелонефритом, при неадекватном его лечении.

## Симптоматика и клиническое лечение
При пионефрозе в проекции почки на заднюю брюшную стенку обычно отмечаются тупые, ноющие боли, усиливающиеся в период обострения заболевания. При пальпации прощупывается плотная увеличенная почка с гладкой поверхностью и ограниченной подвижностью, снижение подвижности обусловлено паранефритом. Выраженность клинических проявлений пионефроза во многом определяется проходимостью мочевыводящих путей — при нарушеннии её, быстро усиливаются симптомы гнойной интоксикации. Для двустороннего пионефроза характерно быстрое появление и усиление симптомов хронической почечной недостаточности. Симптом Пастернацкого слабоположительный при хроническом течении заболевания и более выражен при обострении заболевания. Для пионефроза типична интенсивная пиурия: моча мутная, с большим количеством хлопьев, а при её стоянии, на дне ёмкости с ней, быстро образуется гнойный осадок, составляющий до 1/4 объема мочи. Наблюдаются интенсивные клинические симптомы интоксикации: бледность, слабость, потливость, повышенная утомляемость.

## Диагноз
При проведении хромоцистоскопии наблюдается быстрое помутнение промывной жидкости, инъецированность сосудов слизистой оболочки в области устья мочеточника, из которого выходит густой гной; краситель на стороне поражения не выделяется. Важную роль в диагностике пионефроза играют рентгенологические методы исследования. На обзорной рентгенограмме визуализируется плотная тень увеличенной почки, контур поясничной мышцы не просматривается. На экскреторных урограммах рентгеноконтрастное вещество в пораженной почке либо совсем не выявляется, либо появляется только на поздних рентгенограммах (через 1,5—3 ч), имеются слабые бесформенные его тени. При ретроградной пиелографии видны расширенные полости различной величины с неровными контурами, их наличие подтверждается ультразвуковым исследованием почек, определяющим также истончение слоя паренхимы.
Важную роль в диагностике пионефроза играет ультразвуковая диагностика. Почка как правило увеличена в размерах, паренхима истончена, либо замещена соединительной тканью, отмечается гидронефротическая трансформация почки, содержимое синуса неоднородное, с включениями. Дыхательная экскурсия отсутствует.

## Дифференциальная диагностика
Пионефроз необходимо дифференцировать от поликистоза и опухоли почки. Общим клиническим симптомом для этих заболеваний является пальпируемая увеличенная почка. Однако при поликистозе прощупывается и вторая увеличенная почка, так как заболевание всегда двустороннее. При пионефрозе отмечается умеренная болезненность при пальпации увеличенной почки, тогда как пальпация почки, пораженной опухолью, обычно безболезненна. Наличие в анамнезе повторных атак острого пиелонефрита в активной фазе воспаления также свидетельствует в пользу пионефроза, тогда как тотальная безболевая гематурия более характерна для опухоли. Важную роль в дифференциальной диагностике играет ультразвуковая диагностика и компьютерная томография.

## Лечение
При пионефрозе лечение только оперативное. Чаще всего осуществляют нефрэктомию или (при изменениях мочеточника) нефроуретерэктомию. У больных с пионефрозом при серьёзных поражениях второй почки приходится ограничиваться нефростомией. У резко ослабленных гнойной интоксикацией больных нередко приходится прибегать к чрескожной пункционной нефростомии. После улучшения состояния выполняется нефрэктомия.

## Прогноз
После проведения адекватного хирургического вмешательства прогноз относительно благоприятный, хотя возможно развитие в оставшейся почке хронического воспалительного процесса и нефролитиаза. В связи с этим, больные после удаления почки по поводу пионефроза, как и все больные с единственной почкой, должны находиться под постоянным диспансерным наблюдением уролога. У больных с пионефрозом, не подвергавшихся оперативному лечению, прогноз условно неблагоприятный, поскольку длительно текущий хронический гнойный процесс в почке приводит к серьёзным осложнениям — амилоидозу второй почки, гепатопатии, прорыву гноя в окололочечную клетчатку (вторичный паранефрит), уросепсису.